# یوهی ساکای
یوهی ساکای (ژاپنی: 坂井 洋平؛ زادهٔ ۱۰ آوریل ۱۹۸۶) یک بازیکن فوتبال اهل ژاپن است.
از باشگاه‌هایی که در آن بازی کرده‌است می‌توان به باشگاه فوتبال یوکوهاما، باشگاه فوتبال ساگامیهارا، باشگاه فوتبال میتو هولیهوک و باشگاه فوتبال تسپاکوستاسو گونما اشاره کرد.